# Volkswagen Transporter
La Volkswagen Tipus 2, Transporter —coneguda també com a Volkswagen Kombiwagen (abreviatura de Kombinationfahrzeug: vehicle d'ús combinat), Volkswagen Bus o simplement Volkswagen Kombi— és una furgoneta produïda pel fabricant alemany Volkswagen, des de l'any 1950. Des del començament, se la va denominar Volkswagen Transporter —o Volkswagen Bus, en el cas de les versions de passatgers. S'ha fabricat en versions furgoneta, kombi (furgoneta de passatgers i de càrrega, denominada en alguns mercats Volkswagen Panell), plataforma i càmper.
La Transporter abraça diverses generacions, denominades T (de Transporter): des de la T1 (1950) fins a la T5 (des de 2003). La finestra davantera de la T1 és partida i es pot obrir, mentre que la de la T2 és d'una única peça i fixa. La versió alemanya de la T1 va finalitzar el 1967, mentre que el model brasiler es va modificar parcialment el 1975.
El T2 es va produir a Alemanya entre els anys 1968 i 1979; a partir de 1970 i fins al 1994 es va produir a Mèxic.
Al Brasil, un dels països emblemàtics de la producció de VW fora d'Alemanya, juntament amb Mèxic i Sud-àfrica, també es va produir la T1. Més tard, es va produir d'igual forma la T2; i va anar l'únic país on es va continuar produint fins a retirar-la del tot a escala mundial. La venda de les combis (T2) va finalitzar totalment el 2013, a causa de regulacions locals, que demanaven que tots els vehicles nous havien de dur bosses d'aire.

## Història
En finalitzar la Segona Guerra Mundial, la fàbrica Volkswagen de Wolfsburg, Alemanya, va passar a mans del govern britànic, el qual va rebre el 23 d'abril de 1947 una proposta de l'empresari holandès Ben Posa per comercialitzar la marca als Països Baixos. Amb base en un Volkswagen Sedán que recorria la planta com a cotxe de càrrega, l'empresari va proposar la creació d'un model de càrrega comercial que va començar a projectar-se després de l'aprovació d'acord per part dels directius de la companyia.
Al final de 1948 comença el procés de construcció del llavors denominat Volkswagen tipus 29. En presentar-se al públic, va adquirir la nomenclatura definitiva de Volkswagen Tipus 2, com a conseqüència que el Volkswagen Sedán té la nomenclatura Tipus 1. El nom Transportert 1 ja era utilitzat el 1950 i avui dia està registrat.

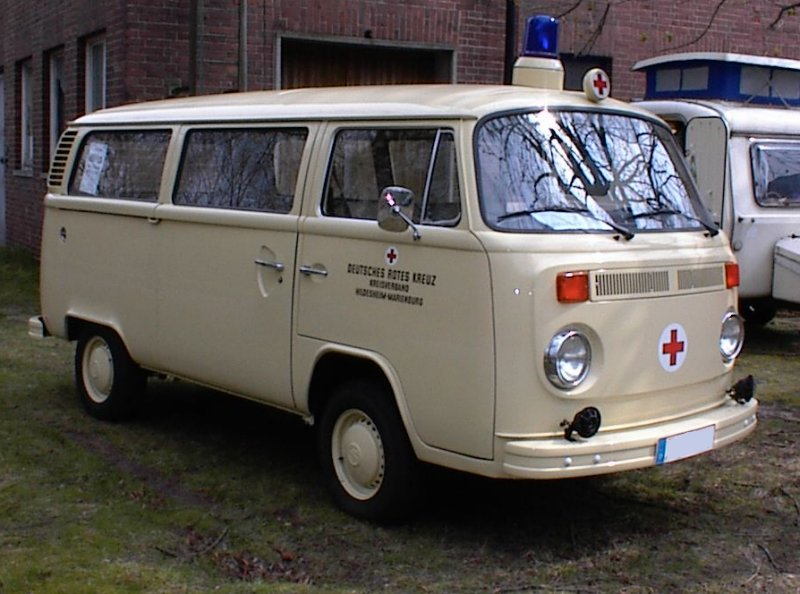
Volkswagen Kombi T2 ambulància

La seva producció va començar el 8 de març de 1950. Impulsat per un motor bóxer de quatre cilindres de 25 CV, refrigerat per aire a la part posterior, amb capacitat per carregar 760 kg i aconseguir una velocitat màxima de 80 km/h. I entre les utilitats que se li van descobrir, poc temps després, hi ha l'adaptació com a ambulància i com a cotxe de bombers. Durant aquesta època s'introdueix una versió amb seients desmuntables i tres finestres a tots dos costats de fins a 8 places, amb innombrables possibilitats de configuració de seients, la qual cosa el transforma per obtenir l'espai desitjat, i es designa com a Volkswagen Transporter Kombi (per la veu alemanya Kombiwagen).
El setembre del 1951, en el Saló Internacional de l'Automòbil de Frankfurt, Volkswagen presenta el Samba, un microbús de luxe de la línia Transporter; el qual té espai per a set passatgers, finestres laterals, finestretes corbades a les cantonades del tendal i sostre corredís de lona.
El 1952, Westfàlia-Werke desenvolupa un model per al cap de setmana i les vacances, basat en la Volkswagen Transporter, que té accessoris desmuntables, com una taula plegable i una cuina.
Atesa l'alta demanda d'aquest model a l'Amèrica del Sud, el 1953 es decideix obrir una planta d'acoblament a la ciutat brasilera de São Paulo, on és denominada Volkswagen Kombi. De la mateixa manera, el 1956 s'obre un fàbrica de muntatge a Sud-àfrica. Al final de la dècada ja n'hi havia més de 30 versions diferents.

## Evolució

### T1

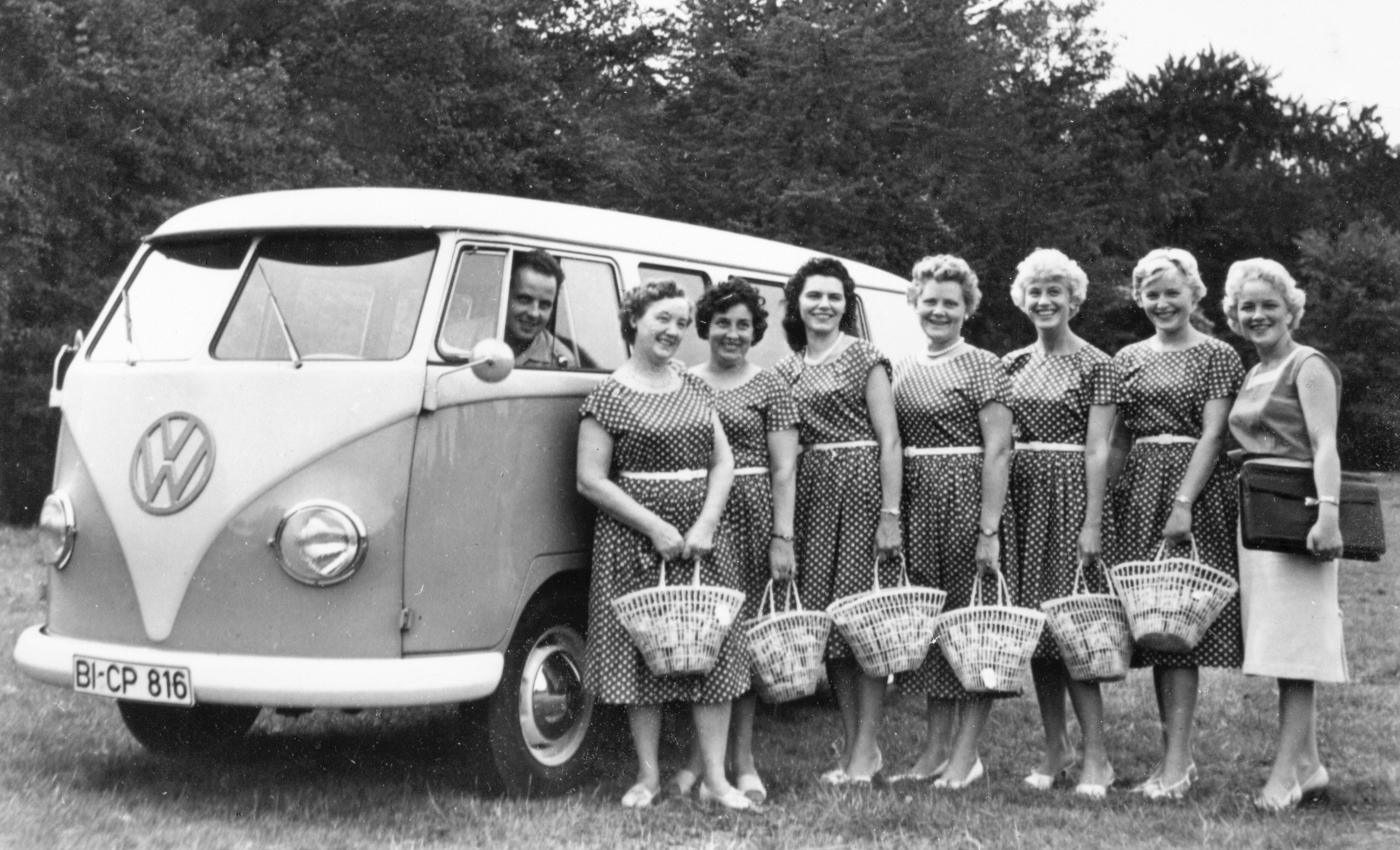
Volkswagen Transporter T1 plus 8 (1960) promocionant la capacitat de càrrega

Transporter i Komb a Europa, Kombi para tota la gamma a Brasil.
- 1950–1967 (Alemanya)
- 1953–1975 (Brasil)

En les primeres tres generacions el su motor va ser tipus bóxer refrigerat per aire. El disseny és simple i de fàcil manteniment. Al llarg del temps, el motor es va modificar per reduir el consum i els nivells de contaminació.

### T1.5

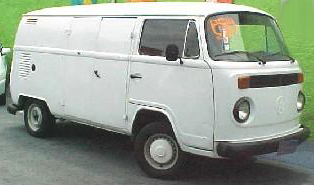
Kombi T1.5 Furgão

Kombi per a tota la gamma al Brasil i Kombi o Furgó per a l'Argentina (en aquest últim, sota la fusió Autolatina, de Ford i VW).
- 1975-1996 (Brasil)
- 1981-1988 (Argentina)

La Volkswagen Kombi T1.5 es distingeix per tenir el frontal de la generació T2 i la presa d'aire al panell posterior de la generació T1, incloent les seves portes laterals "d'obrir" i no corredisse. És a dir, és pràcticament un T1, amb cabina de T2.

### T2

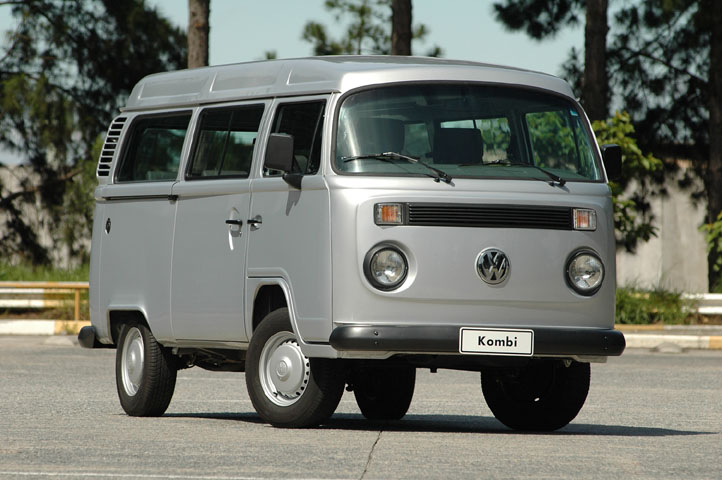
Volkswagen Bus T2c Kombi Prata, l'última que es va produir amb motor refredat per aire

Transporter i Kombi a Europa, Kombi al Brasil, Combi, Panell i Caravelle a Mèxic i Microbus als Estats Units i al Canadà.
- 1967-1979 (Alemanya)

- 1970-1994 (Mèxic). El 1988 es va adaptar per a la seva venda el motor d'1,8 litres refredat per aigua amb radiador frontal i graella provinent del Golf,.8
- 1976-2013 (Brasil). Al Brasil, seguint la tendència local, final final de 2005 es va reemplaçar el motor boxer per un de 4 cilindres en línia 1.4 l refrigerat per aigua amb tecnologia Total Flex, podent utilitzar etanol o gasolina, indistintament.

### T3

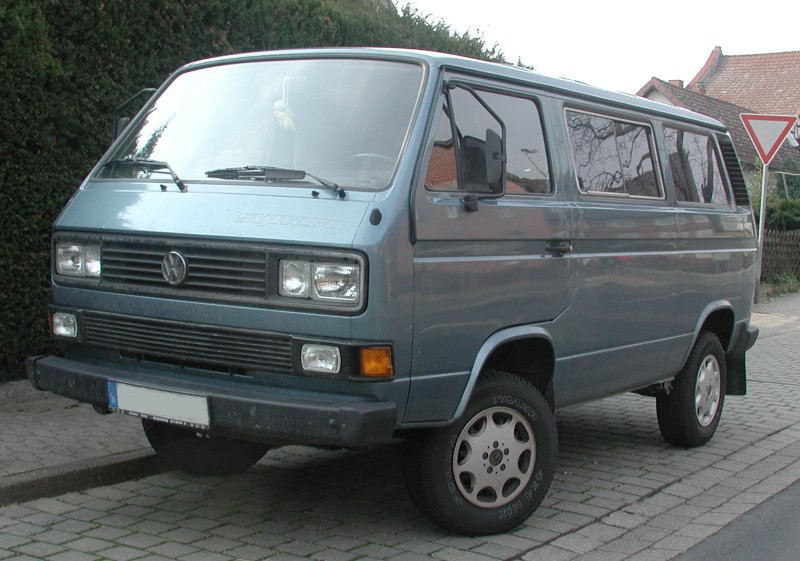
Volkswagen Caravelle T3 Syncro

Transporter, Kombi i Caravelle a Europa; T25 a Regne Unit i Irlanda i Vanagon als Estats Units i Canadà.
- 1979-1992 (Alemanya)
- 1990-2003 (Sud-àfrica)

Aquesta versió no es va distribuir a l'Amèrica Llatina.
A Mèxic en particular, es va saltar de la T2 a la T4 i fins i tot es van vendre simultàniament ambdues generacions.

### T4

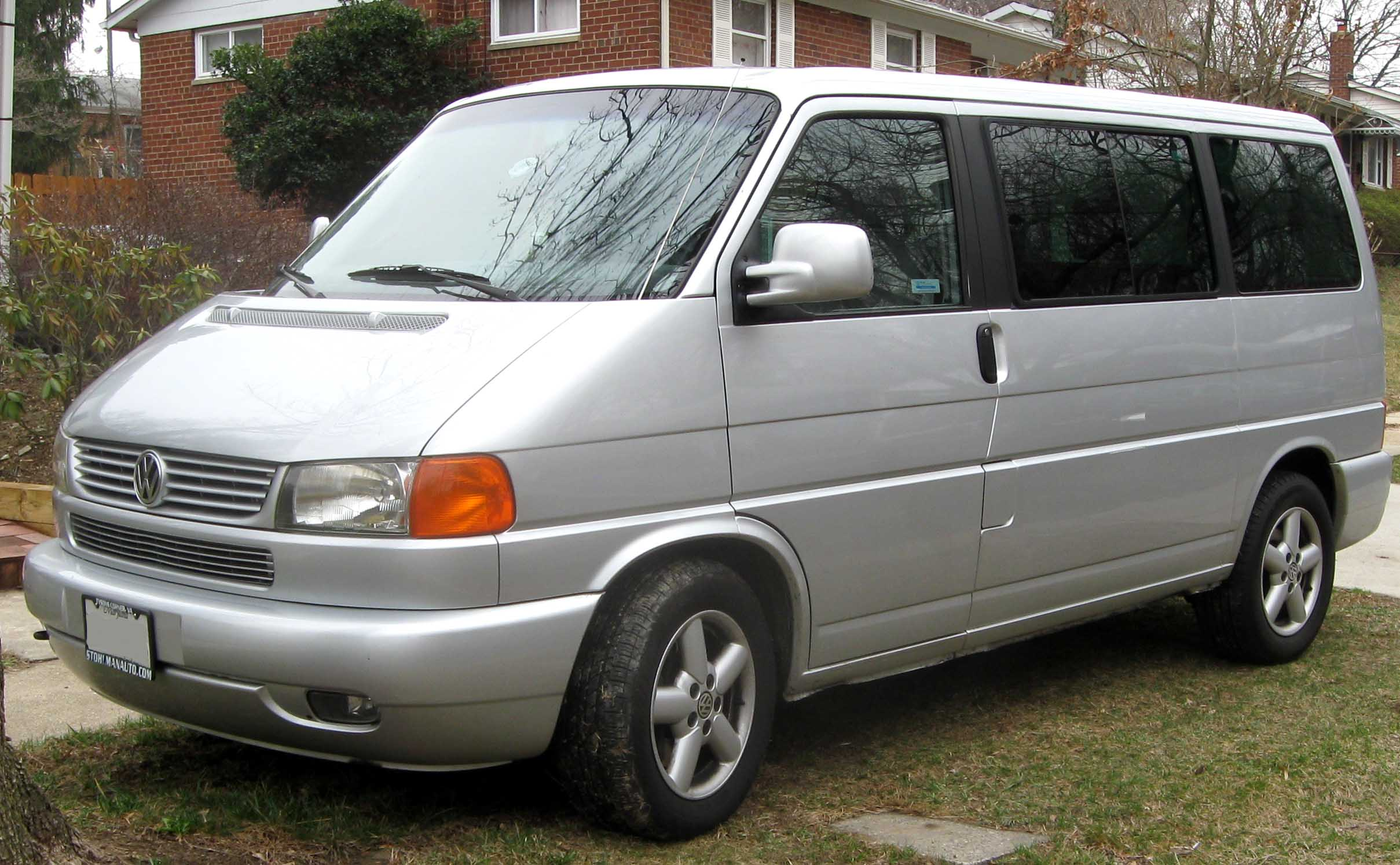
Volkswagen T4 Eurovan. Versió per a l'Amèrica del Nord

Transporter, Kombi i Caravelle a Europa i Eurovan a Mèxic, Estats Units i Canadà.
- 1990-2003 (Alemanya)

Amb les seves denominacions corresponents per als desenvolupaments de cada model, per exemple el furgó Kastenwagen d'Alemanya rep el nom de Eurovan Carrega a Mèxic.
Ja en la dècada de 1970, Volkswagen va començar a pensar en la substitució de les furgonetes amb motor posterior 
per unes de més modernes amb motor davanter, tracció davantera i refrigerat per aigua com l'havien fet amb molt èxit amb els seus vehicles de passatgers a principis d'aquesta dècada. Encara que el model es retardaria fins a 1990, per motius no esclarits.
Finalment, el T4 comença a produir-se el 6 de gener d'aquell any i, amb ell, el concepte del motor a la part posterior i la tracció en les rodes posteriors queda oblidat. Un dels beneficis que va portar aquesta transformació va ser la inclusió d'un tipus de carrosseria que no hagués estat possible en les generacions anteriors, a causa de la seva mecànica posterior. La noves variants xassís cabina i doble xassís cabina passen a sumar-se als tradicionals microbús, furgoneta de càrrega i pickup de plataforma amb cabina simple o cabina doble.
El disseny del xassís i la carrosseria d'aquest model es van utilitzar per a la Mercedes-Benz Vito de primera generació (W 638; 1996-2003), que es van fabricar en la factoria de Mercedes-Benz a Vitòria-Gasteiz

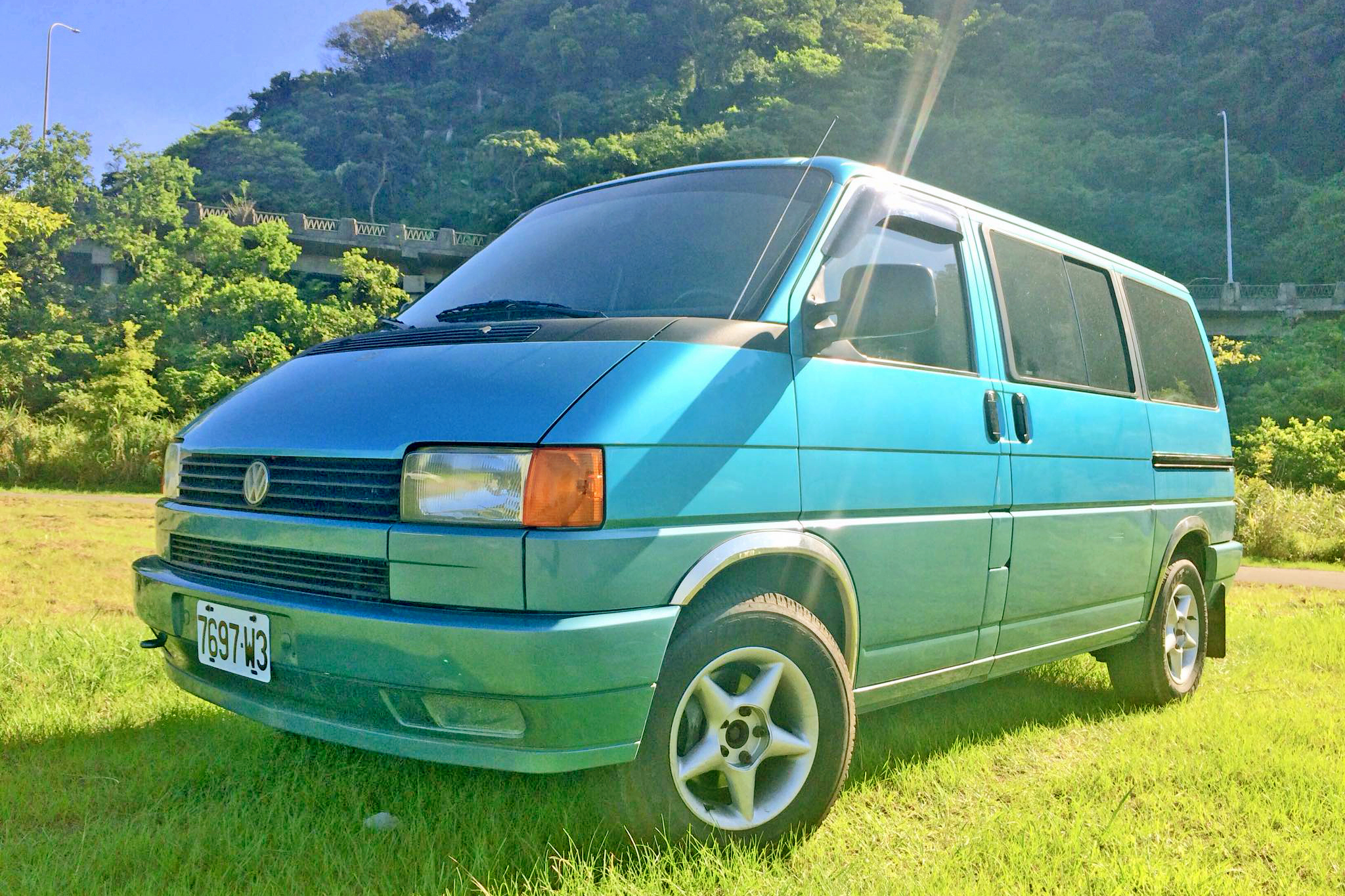
Volkswagen T4 Made in Taiwan Version

#### Motors de gasolina
| Model   | codi motor    | Tipus de motor          | Capacitat | Potència                              | Parell motor                   | Anys            |
| ------- | ------------- | ----------------------- | --------- | ------------------------------------- | ------------------------------ | --------------- |
| 1.8     | PD            | 4 cil en línia SOHC 8V  | 1.781 cm³ | 66 CV (65 hp SAE/49 kW) a 4000 rpm    | 140 Nm (103 lb·ft) a 2200 rpm  | 1990-1995 (MEX) |
| 2.0     | AAC           | 4 cil en línia SOHC 8   | 1.968 cm³ | 84 CV (83 hp SAE/62 kW) a 4300 rpm    | 159 Nm (117 lb-peu) a 2200 rpm | 1990-2003       |
| 2.5     | AAF; ACU      | 5 cil en línia SOHC 10V | 2.461 cm³ | 110 CV (108 hp SAE/81 kW) a 4500 rpm  | 190 Nm (140 lb-peu) a 2200 rpm | 1990-1997       |
| 2.5     | AET; APL; AVT | 5 cil en línia SOHC 10  | 2.461 cm³ | 115 CV (113 hp SAE/85 kW) a 4500 rpm  | 200 Nm (148 lb-peu) a 2200 rpm | 1997-2003       |
| 2.8 VR6 | AES           | VR6 SOHC 12V            | 2.792 cm³ | 140 CV (138 hp SAE/103 kW) a 4500 rpm | 240 Nm (177 lb-peu) a 3000 rpm | 1996-2000       |
| 2.8 VR6 | AMV, AXK      | VR6 DOHC 24V            | 2.792 cm³ | 204 CV (201 hp SAE/150 kW) a 6200 rpm | 245 Nm (181 lb-peu) a 2500 rpm | 2000-2003       |

#### Motors dièsel
Injecció indirecta
| Model  | Codi de motor | Configuració del motor | Cilindrada | Potència DIN @ rpm | Parell motor @ rpm | Anys      |
| ------ | ------------- | ---------------------- | ---------- | ------------------ | ------------------ | --------- |
| 1.9 D  | 1X            | 4 en línia SOHC 8v     | 1896 cc    | 61HP @ 3,700       | 127 Nm @ 1,700     | 1990–1995 |
| 1.9 TD | ABL           | 4 en línia SOHC 8v     | 1896 cc    | 68HP @ 3,700       | 140 Nm 2,000       | 1993–2003 |
| 2.4 D  | AJA           | 5 en línia SOHC 10v    | 2370 cc    | 75HP @ 3,700       | 160 Nm @ 1,900     | 1997–2003 |
| 2.4 D  | AAB           | 5 en línia SOHC 10v    | 2370 cc    | 78HP @ 3,700       | 164 Nm @ 1,800     | 1990–1998 |

Injecció directa amb turbo
| Model   | Codi de motor      | Configuració del motor | Cilindrada | Potència DIN @ rpm | Parell motor @ rpm | Anys      |
| ------- | ------------------ | ---------------------- | ---------- | ------------------ | ------------------ | --------- |
| 2.5 TDI | AJT; AYY           | 5 en línia SOHC 10v    | 2461 cc    | 88HP @ 4,500       | 195 Nm @ 2,000     | 1998–2003 |
| 2.5 TDI | ACV; AUF; AYC; AXL | 5 en línia SOHC 10v    | 2461 cc    | 102HP @ 3,500      | 250 Nm @ 1,900     | 1995–2003 |
| 2.5 TDI | AHY; AXG           | 5 en línia SOHC 10v    | 2461 cc    | 151HP @ 4,000      | 295 Nm @ 1,900     | 1998–2003 |

A Mèxic, la T4 es va distribuir amb la versió per a l'Amèrica el Nord el 1999, una versió híbrida entre Caravelle i Multivan. No hi havia versió austera, ja que es continuava comercialitzant juntament amb la combi (T2). Era una furgoneta automàtica amb motor de 6 cilindres Vr6.
Més endavant es va introduir el motor 2.5 de 5 cilindres amb versió estàndard, fins que el 2006 va arribar la T5 amb un motor dièsel. Es continuava coneixent com a Eurovan.

### T5

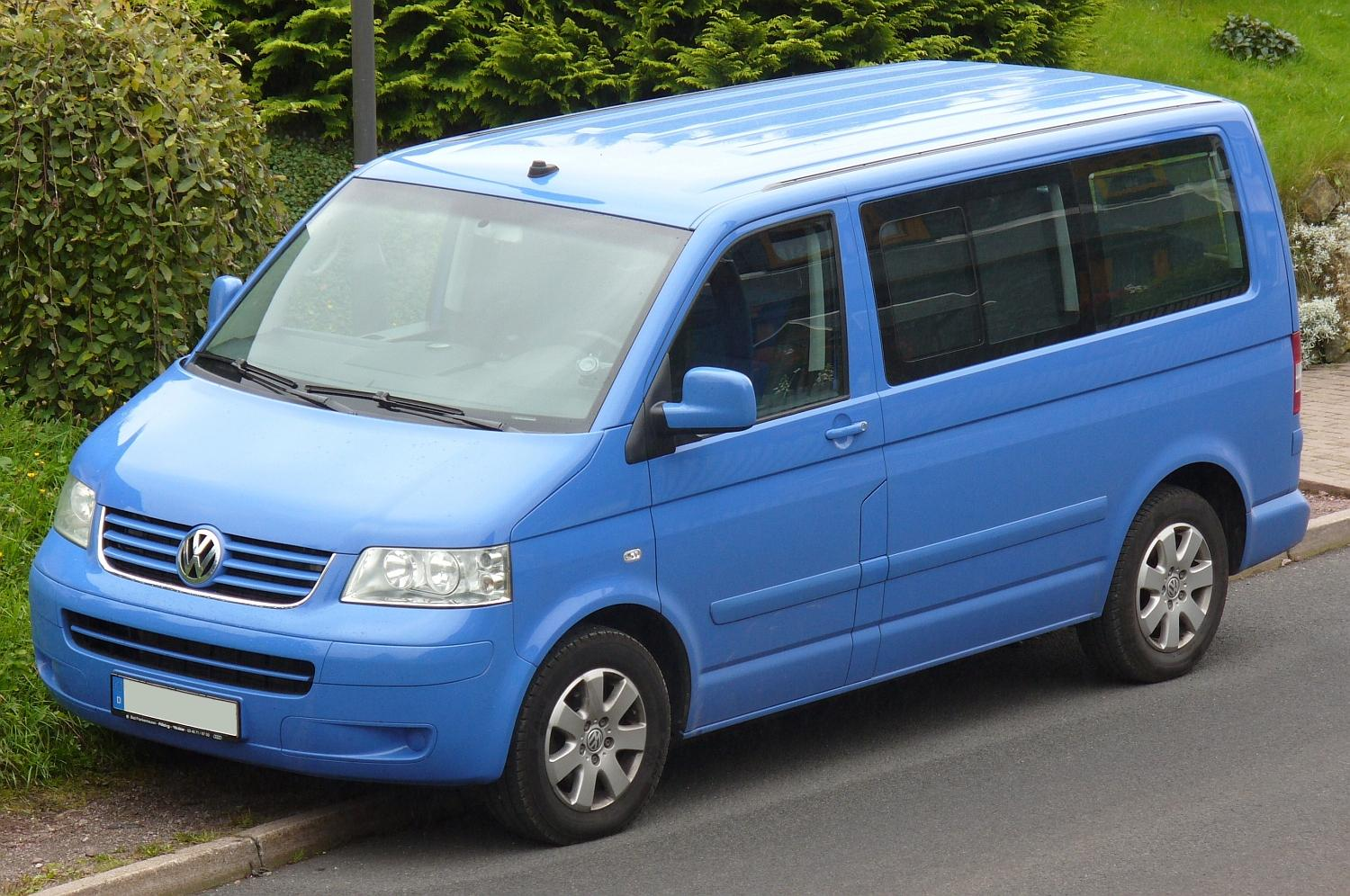
Volkswagen T5 Multivan

La Transporter té 4 denominacions o línies i, al seu torn, cada línia té variants segons el país a Europa o Amèrica.
Una classificació general seria:
Furgó: passatgers (combi), caixa (panell) o xassís. És la versió més austera. Té tres mesures, curta, regular o llarga
Caravelle: és de passatgers i els interiors estan totalment recoberts. Els seients són en velour. Hi ha versió automàtica.
Multivan: és de passatgers, la disposició dels seients és multifuncional i té taula de servei. Calaixos i compartiments per tot l'interior. Versió automàtica.
Califòrnia: anomenada Autocamper, està enfocada al càmping. Té un sostre amb sistema d'elevació i un tendal lateral autodesplegable.
A Mèxic, per qüestions comercials, la T5 va tenir 2 noms. Primer es va dir Eurovan (2006), com s'havia anomenat anteriorment la T4 des de 1999; i el 2010 va agafar el nom europeu de Transporter. A Mèxic només es ven actualment en agències la versió Furgó, encara que des de 2012 es pot adquirir sobre comanda en les agències la línia Multivan
Només un any es va comercialitzar la línia Caravelle d'aquesta T5, però va tenir un desplaçament ínfim, atès el preu elevat.
- Des de 2003 (Europa)

La cinquena generació del Volkswagen Transporter va arribar al mercat a Europa a la fi de 2003. Es tracta d'un successor directe a la T4 en la seva aparença i en valor d'utilitat, a diferència del concepte microbus que havia mostrat diversos anys abans a la introducció del T5. El microbus va ser gairebé produït, però els plans de Volkswagen per a la construcció van tenir problemes a causa dels costos.
La Transporter T5 no està disponible als Estats Units i al Canadà, en què s'ofereix el Volkswagen Routan.
La Volkswagen Califòrnia és una evolució de la Transporter, transformada fins al model T4 per Westfàlia-Werke en Cámper. Actualment, el model T5 és produït íntegrament per Volkswagen, ja que Westfàlia-Werke va ser adquirida per Mercedes.
Està equipada amb: 
- Quatre places per a la marxa.
- Dos llits dobles, un al pis superior —que s'obté elevant el sostre amb un mecanisme de manxa— i l'altre, gràcies al seient posterior, que es transforma en llit.
- Una cuina de dos fogons (depenent del model, d'alcohol o gas).
- Nevera (depenent del model, elèctrica o trivalent).
- Dipòsit d'aigua neta.
- Dipòsit d'aigües grises.
- Cortines, fins i tot per a la cabina del conductor.
- Instal·lació elèctrica per connectar a 220 vols.
- Calefacció estàtica (opcional).

El 2010 es va redissenyar tota la sèrie T5, cosa que va afectar sobretot les característiques externes dels models Transporter, Caravelle i Multivan. Els grups òptics davanters es van assemblar als de la resta de la gamma Volkswagen de l'època.
Tenen diferents nivells d'acabat: Trendline i Comfortline.
Respecte a les mecàniques, ara tots els models incorporen el propulsor de dos litres —1.968 centímetres cúbics— alimentat per conducte comú i amb quatre nivells de potències diferents: 84, 102, 140 i 180 cavalls. Els tres primers motors inclouen un turbocompressor de geometria variable.
En canvi, la versió de 180 cavalls realitza una sobrealimentació per mitjà de dos turbos.
Així mateix, per als que es decantin per la gasolina, aquests Volkswagen podran incorporar un propulsor de gasolina amb 115 cavalls.
Totes les mecàniques presenten ara un estalvi de combustible i de les emissions del 10%, enfront de les versions anteriors.
Una altra novetat és la possibilitat d'incorporar el canvi automàtic de doble embragatge DSG amb set marxes. Així mateix, com a opció també està disponible la tracció integral 4Motion amb embragatge Haldex de quarta generació.
Els motors poden ser, per tant, 2.0i 115 CV, 2.0 TDI 102 CV, 2.0 TDI 140 CV, 2.0 TDI 140 CV DSG7, 2.0 TDI 140 CV 4Motion, 2.0 Bi-TDI 180 CV i 2.0 Bi-TDI 180 CV DSG7.

## Volkswagen Califòrnia

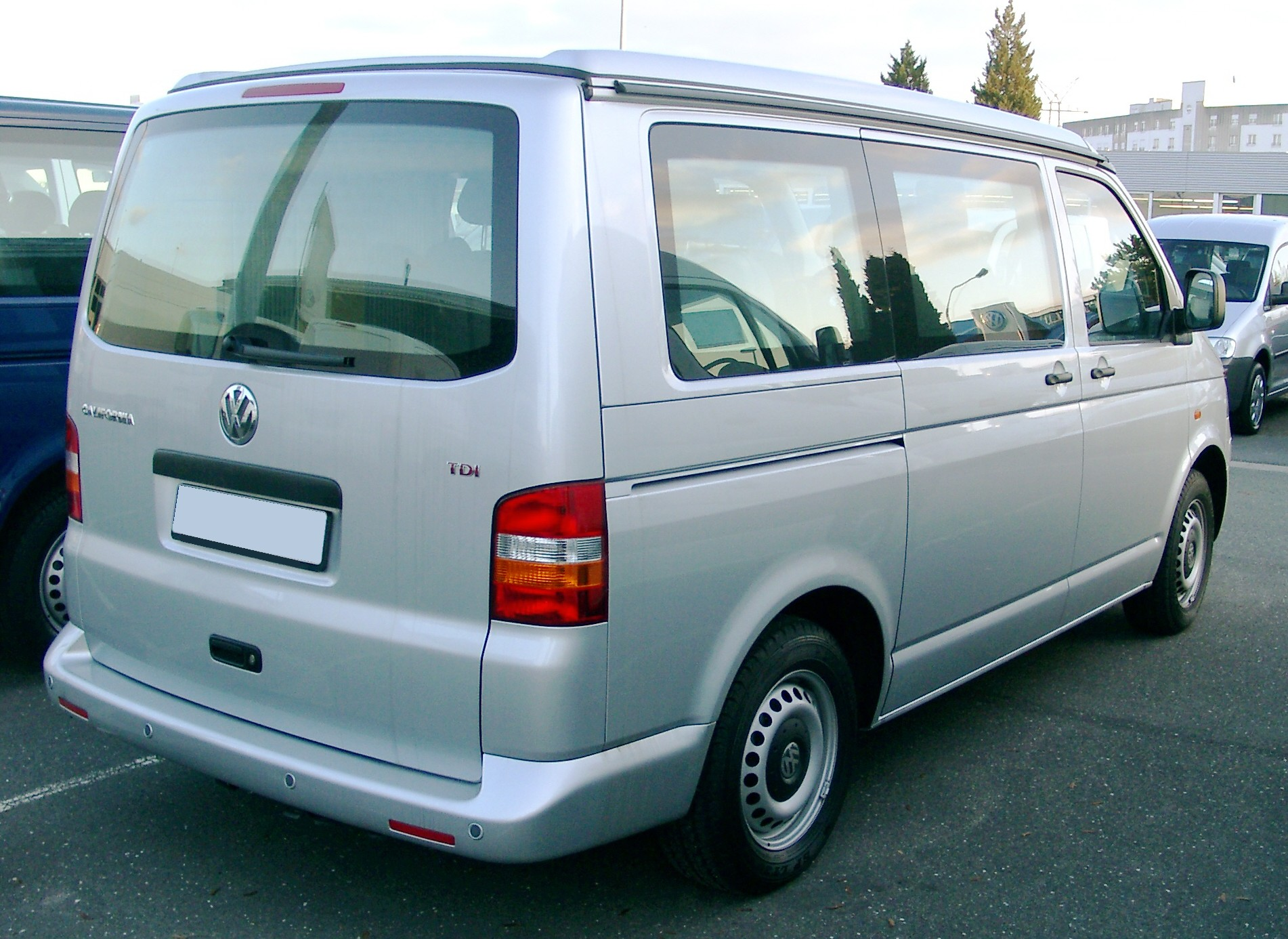
Volkswagen Califòrnia Comfortline

Volkswagen Califòrnia és una furgoneta produïda per Volkswagen. És una evolució de la Transporter, transformada fins al model T4 per Westfàlia-Werke en càmper. Actualment, el model T5 és produït íntegrament per Volkswagen.
Està equipada amb: 
- Quatre places per a la marxa.
- Dos llits dobles, un al pis superior —que s'obté elevant el sostre amb un mecanisme de manxa— i l'altre, gràcies al seient posterior, que es transforma en llit.
- Una cuina de dos fogons (depenent del model, d'alcohol o gas).
- Nevera (depenent del model, elèctrica o trivalent).
- Dipòsit d'aigua neta.
- Dipòsit d'aigües grises.